# Oliver Reed
Robert Oliver Reed (Wimbledon, 13 de febrero de 1938-La Valeta, Malta, 2 de mayo de 1999) fue un actor de cine británico, notable por su corpulenta presencia y su autoritaria personalidad cinematográfica. Tras hacer sus primeras apariciones significativas en la pantalla en películas de terror de la Hammer a principios de la década de 1960, sus películas más destacadas incluyen La trampa (1966), el papel de Bill Sikes en Oliver (película dirigida por su tío Carol Reed que ganó el Oscar a la mejor película en 1968), Mujeres enamoradas (1969), Hannibal Brooks (1969),  The Devils (1971), Athos en Los tres mosqueteros (1973) y Los cuatro mosqueteros (1974), el padrastro en Tommy (1975), The Brood (1979), El león del desierto (1980), Las aventuras del barón Munchausen (1988), Los comediantes (1995) y Gladiator (2000), que no pudo acabar de rodar.

## Biografía
Reed nació el 13 de febrero de 1938 en Wimbledon, al suroeste de Londres, hijo de Peter Reed, periodista deportivo, y Marcia (de soltera Napier-Andrews). Era sobrino del director de cine Sir Carol Reed, y nieto del actor y director Sir Herbert Beerbohm Tree, cuya esposa se llamaba May Pinney Reed, siendo ella «la única persona que comprendía, escuchaba, animaba y besaba a Oliver». Reed afirmaba ser descendiente (por un paso ilegítimo) de Pedro el Grande, zar de Rusia. Reed asistió a 14 escuelas, entre ellas la Ewell Castle School de Surrey. Era disléxico y lo expulsaron de varios colegios privados.

## Trayectoria
Reed trabajó como portero de un club de striptease y boxeador de feria antes de convertirse en actor. Empezó en el mundo de la interpretación participando como extra en varias películas de los años 50; nunca antes había estudiado en ninguna academia de arte dramático, ni podía alegar tampoco experiencia en el teatro, pero era un gran admirador del aventurero actor Errol Flynn. El primer papel protagonista de Reed llegó cuando Hammer Productions le dio el papel del personaje central en La maldición del hombre lobo (1961), de Terence Fisher. A la Hammer le gustó Reed y le dio buenos papeles secundarios en la película de espadachines Los piratas de Blood River (1962), dirigida por John Gilling; Capitán Clegg (1962), una historia de contrabandistas con Peter Cushing; Los condenados (1963), una película de ciencia ficción dirigida por Joseph Losey; Paranoiac (1963), un thriller psicológico para el director Freddie Francis; y The Scarlet Blade (1963), una película de espadachines ambientada en la guerra civil inglesa, dirigida por Gilling.
Su primera colaboración con el director Ken Russell fue en 1965, en el papel del compositor francés Claude Debussy. Después llegaría su famoso rol en la película Mujeres enamoradas (1969), en la cual sale desnudo luchando con Alan Bates. En 1971 participó en la controvertida película The Devils, dirigida por Russell con Vanessa Redgrave y, cuatro años después, en el musical Tommy, inspirado en el disco de The Who, Tommy. En esta última película también participó el cantante de la banda británica Roger Daltrey. En ese periodo con Ken Russell hizo de Bill Sikes (protagonista de la novela de Dickens Oliver Twist) en un musical fundado en la película homónima de su tío Carol Reed, Oliver!. Con el director Michael Winner realizó El sistema (1964) y El último obstáculo (1969).
Hizo de Athos en la trilogía sobre la novela de Alejandro Dumas Los tres mosqueteros, en las películas Los tres mosqueteros (1973), Los cuatro mosqueteros (1974) y El retorno de los mosqueteros (1989). En 1974 hizo el papel de Philip Lombard en la película Diez negritos, derivada de la novela policiaca de Agatha Christie.
En 1977 participó en El príncipe y el mendigo como Miles Hendon, acompañado de Raquel Welch, y dos años después volvió al horror en The Brood, en el papel del Dr. Hal Raglan. Al año siguiente, participó en un pequeño, pero vital papel, en The Big Sleep, una nueva (1978) adaptación de la novela negra de Raymond Chandler, solo porque quería aparecer al lado de su admirado Robert Mitchum.
En los años 80 la carrera de Reed declinó, por más que desempeñara papeles notables como el del general Rodolfo Graziani en la película sobre la invasión italiana de Libia El león del desierto (1981), junto con Anthony Quinn, y la también histórica Clash of Loyalties, en torno a la revuelta en Irak contra los británicos en 1920, donde hace de un general británico. En 1987 tuvo un papel menor en la película basada en los libros de Sven Hassel The Misfits Brigade, llamada en algunos países Wheels of Terror. Sus últimos mejores papeles fueron en las películas Las aventuras del Barón Munchausen (1988), donde representó al dios Vulcano. En 1990 intervino en La isla del tesoro, donde interpretó al capitán Billy Bones y años después estuvo en Los comediantes (1995). Su último personaje fue el de Próximo en Gladiator, un exitoso peplum o película de romanos de Ridley Scott (2000), en cuyo rodaje murió de un ataque al corazón al intoxicarse de alcohol disputando una apuesta en que ganaba el más borracho. A causa de su muerte, la compañía tuvo que gastar 3 millones de dólares para recrear su cara digitalmente para la última escena.
Cuando el Gobierno del Reino Unido subió los impuestos de ganancias personales, Reed inicialmente declinó exiliarse a Hollywood o a otros países con impuestos menos severos. Durante este tiempo, él se declaraba patrióticamente "Mr. England" y rechazó grandes papeles en películas como El golpe (1973) y Tiburón (1975). Sin embargo, en el obituario del Daily Telegraph se informó de que, a finales de los años 70, al fin se vio obligado a llevar su dinero a las Islas del Canal para obtener beneficios fiscales.[cita requerida]
Pudo haber protagonizado el rol de James Bond. En 1969, los productores Albert R. Broccoli y Harry Saltzman reemplazaron a Reed por Sean Connery, ya que no les parecía seguro por su mala reputación pública y sus desmanes alcohólicos. Posteriormente estimó que fue una gran oportunidad perdida, pues fue una de las mejores franquicias cinematográficas británicas tras la Segunda Guerra Mundial.[cita requerida]

### Vida personal
En 1959 se casó con Kate Byrne, y tuvieron un hijo, Mark, antes de su divorcio en 1969. También tuvo una hija, Sarah, con la bailarina Jackie Daryl. En 1985 se casó con Josephine Burge, con quien permaneció hasta su muerte.

### Alcoholismo
Oliver Reed fue famoso por sus excesivas borracheras, que adoptó de la actitud "social" de muchos equipos de rugby de los 60 y 70, y eran numerosas las anécdotas de Reed y de sus 36 amigos, como en la que bebieron hasta el amanecer 36 jarras de cerveza, 32 botellas de whisky escocés, 17 botellas de ginebra, cuatro cajas de vino y una botella de Babycham. También uno o dos días antes de casarse con Josephine Burge bebió 106 pintas de cerveza. Steve McQueen contó que en 1973 había viajado hacia el Reino Unido para discutir con Reed el proyecto sobre una película; Steve fue invitado por Reed a salir por los pubs de Londres; la juerga acabó cuando Reed vomitó encima de McQueen.
Reed apareció frecuentemente en televisión en estado de embriaguez, como la ocasión en la que fue forzado a irse del programa de Channel 4, After Dark, por haber acudido bebido y por intentar besar a la feminista Kate Millet. En otra ocasión se bajó los pantalones durante una entrevista.
Reed se hizo amigo íntimo y compañero de borracheras de Keith Moon, batería de The Who, en 1974, mientras trabajaban juntos en la versión cinematográfica de Tommy.
En sus últimos años podía ser visto frecuentemente bebiendo junto con su esposa Josephine, en el bar White Horse Hotel, en the High Street en Dorking, Surrey. Tuvo que vender su gran casa, Broome Hall, entre los pueblos de Coldharbour y Ockley, algunos años antes.

## Muerte
Reed murió repentinamente de un ataque al corazón el 2 de mayo de 1999 en La Valeta, Malta, durante un descanso del rodaje de Gladiator.
Reed no había bebido alcohol desde que había comenzado el rodaje y falleció en un bar irlandés presionado por haber aceptado una competición de bebidas.Llegó a beber tres botellas de ron jamaicano, ocho botellas de cerveza alemana, numerosos whiskies dobles y haber retado a echar pulsos a cinco jóvenes marinos ingleses de la Royal Navy, en el bar The Pub (que, después de este incidente, se llamó Ollie's Last Pub).  Su cuenta, que no llegó a ser pagada, está conservada en un marco decorativo en el bar.
Su funeral se llevó a cabo en Buttevant, siendo enterrado en el cementerio Bruhenny, Churchtown, condado de Cork (Irlanda). La canción Consider yourself, de Oliver!, fue interpretada para él.

## Filmografía

### Cine
| Películas | Películas                                        | Películas                         | Películas |
| Año       | Título                                           | Personaje                         |           |
| --------- | ------------------------------------------------ | --------------------------------- | --------- |
| 2000      | Gladiator                                        | Antonio Próximo                   |           |
| 2000      | Orpheus & Eurydice                               | Narrador                          |           |
| 1998      | Parting Shots                                    | Jamie Campbell-Stewart            |           |
| 1998      | La Biblia: Jeremías                              | General Safan                     |           |
| 1998      | The Incredible Adventures of Marco Polo          | Capitán Cornelius Donovan         |           |
| 1996      | The Bruce                                        | Obispo Wisharton                  |           |
| 1996      | Die Tunnelgangster von Berlin                    | Profesor Norbert Marcus           |           |
| 1995      | Luise knackt den Jackpot                         | Matthias                          |           |
| 1995      | Russian Roulette - Moscow 95                     | Prince                            |           |
| 1995      | Los comediantes                                  | Dolly Hopkins                     |           |
| 1992      | Severed Ties                                     | Dr. Hans Vaughan                  |           |
| 1991      | Prisioneros del honor                            | General de Boisdeffre             |           |
| 1991      | El péndulo de la muerte                          | Cardenal                          |           |
| 1990      | Panama Sugar                                     | General                           |           |
| 1990      | Hired to Kill                                    | Michael Bartos                    |           |
| 1990      | A Ghost in Monte Carlo                           | El rajá                           |           |
| 1990      | La isla del tesoro                               | Capt. Billy Bones                 |           |
| 1989      | The Revenger                                     | Jack Fisher                       |           |
| 1989      | El regreso de los mosqueteros                    | Athos                             |           |
| 1989      | The House of Usher                               | Roderick Usher                    |           |
| 1989      | Amor en el bosque                                | Sir Phillip Gage                  |           |
| 1988      | Furia asesina                                    | Mayor general Edward Turner       |           |
| 1988      | Captive Rage                                     | General Belmondo                  |           |
| 1988      | Las aventuras del barón Munchausen               | Vulcano                           |           |
| 1988      | Blind Justice                                    | Ian Ballinger                     |           |
| 1988      | Skeleton Coast                                   | Capt. David Simpson               |           |
| 1987      | Dragonard                                        | Capitán Shanks                    |           |
| 1987      | Master of Dragonard Hill                         | Capitán Shanks                    |           |
| 1987      | Gor                                              | Sarm                              |           |
| 1987      | Los panzers de la muerte                         | El general                        |           |
| 1986      | Robinson Crusoe por un año                       | Gerald Kingsland                  |           |
| 1986      | Captive                                          | Gregory Le Vay                    |           |
| 1985      | La flecha negra                                  | Sir Daniel                        |           |
| 1983      | Tal para cual                                    | Beasley                           |           |
| 1983      | Obsesión trágica                                 | Jason Kincaid                     |           |
| 1983      | Fanny Hill                                       | Mr. Edward Widdlecome             |           |
| 1983      | Al-mas' Ala Al-Kubra                             | Coronel Leachman                  |           |
| 1983      | El golpe II                                      | Lonnegan                          |           |
| 1981      | Veneno                                           | Dave                              |           |
| 1981      | Condorman                                        | Krokov                            |           |
| 1980      | El león del desierto                             | Gen. Rodolfo Graziani             |           |
| 1980      | Dr. Heckyl y Mr. Hype                            | Dr. Henry Heckyl / Mr. Hype       |           |
| 1979      | Locos del espacio                                | Capitán Daniel Nelson             |           |
| 1979      | The Brood (Cromosoma 3)                          | Dr. Hal Raglan                    |           |
| 1978      | The Mad Trapper                                  |                                   |           |
| 1978      | La clase de Miss MacMichael                      | Terence Sutton                    |           |
| 1978      | The Big Sleep                                    | Eddie Mars                        |           |
| 1978      | Mañana no amanecerá                              | Jim Wilson                        |           |
| 1977      | El príncipe y el mendigo                         | Miles Hendon                      |           |
| 1977      | Caza criminal                                    | Nick McCormick                    |           |
| 1976      | Botas duras, medias de seda                      | Joe Knox                          |           |
| 1976      | Espía sin mañana                                 | Gabriel Lee                       |           |
| 1976      | Pesadilla diabólica                              | Ben Rolf                          |           |
| 1975      | The New Spartans                                 | Coronel Lancelot                  |           |
| 1975      | Lisztomania                                      | Sirviente de la princesa Carolyn  |           |
| 1975      | Royal Flash                                      | Otto von Bismarck                 |           |
| 1975      | Tommy                                            | Frank                             |           |
| 1974      | Blue Blood                                       | Tom                               |           |
| 1974      | Los cuatro mosqueteros (La venganza de Milady)   | Athos                             |           |
| 1974      | Diez negritos                                    | Hugh Lombard                      |           |
| 1974      | Una sombra en el pasado                          | Conductor del tren                |           |
| 1973      | Los tres mosqueteros (Los diamantes de la reina) | Athos                             |           |
| 1973      | Revolver                                         | Vito Cipriani                     |           |
| 1973      | Días de furia                                    | Palizyn                           |           |
| 1973      | Sábado inesperado                                | Fabrizo                           |           |
| 1972      | La máscara y la piel                             | El sargento                       |           |
| 1972      | Edicto siglo XXI: Prohibido tener hijos          | Russ McNeil                       |           |
| 1972      | La celada                                        | Harry Lomart                      |           |
| 1971      | Caza implacable                                  | Frank Calder                      |           |
| 1971      | Los demonios                                     | Urbain Grandier                   |           |
| 1970      | La dama del coche con gafas y fusil              | Michael Caldwell                  |           |
| 1969      | Mujeres enamoradas                               | Gerald Crich                      |           |
| 1969      | El último obstáculo                              | Stephen Hannibal Brooks           |           |
| 1969      | El club de los asesinos                          | Ivan Dragomiloff                  |           |
| 1969      | El invencible sexo débil                         | Patrick Standish                  |           |
| 1968      | Oliver                                           | Bill Sikes                        |           |
| 1967      | Georgina                                         | Andrew Quint                      |           |
| 1967      | ¿Por qué lloras, Susan?                          | Ethan                             |           |
| 1967      | Atraco a la inglesa                              | David Tremayne                    |           |
| 1966      | La trampa                                        | La Bete                           |           |
| 1965      | El rapto de Bunny Lake                           | Policía                           |           |
| 1965      | Rebelión en la India                             | Eli Khan                          |           |
| 1965      | The Party's Over                                 | Moise                             |           |
| 1964      | The System                                       | Tinker                            |           |
| 1963      | The Scarlet Blade                                | Capt. Tom Sylvester               |           |
| 1963      | El alucinante mundo de los Ashby                 | Simon Ashby                       |           |
| 1962      | Estos son los condenados                         | King                              |           |
| 1962      | Captain Clegg                                    | Harry Cobtree                     |           |
| 1962      | The Pirates of Blood River                       | Brocaire, un pirata               |           |
| 1961      | La maldición del hombre lobo                     | Leon                              |           |
| 1961      | El ladrón de éxitos                              | Artista en la cafetería           |           |
| 1961      | No Love for Johnnie                              | Hombre con un cubo en la cabeza   |           |
| 1961      | His and Hers                                     | Poeta                             |           |
| 1960      | El arquero del bosque de Sherwood                | Lord Melton                       |           |
| 1960      | Zafarrancho en la marina                         |                                   |           |
| 1960      | Beat Girl                                        |                                   |           |
| 1960      | Las dos caras del Dr. Jekyll                     | Matón                             |           |
| 1960      | Objetivo: banco de Inglaterra                    |                                   |           |
| 1960      | Amargo silencio                                  | Mick                              |           |
| 1960      | Life Is a Circus                                 | Espectador en la barraca de feria |           |
| 1959      | The Captain's Table                              |                                   |           |
| 1958      | Espía a la fuerza                                |                                   |           |
| 1955      | Value for Money                                  |                                   |           |

### Televisión
| Series de televisión | Series de televisión      | Series de televisión                                     | Series de televisión |
| Año                  | Título                    | Papel                                                    | Notas                |
| -------------------- | ------------------------- | -------------------------------------------------------- | -------------------- |
| 1993                 | Return to Lonesome Dove   | Gregor Dunnigan                                          | 4 episodios          |
| 1987                 | Lift Off                  |                                                          | Un episodio          |
| 1985                 | Christopher Columbus      | Martín Pinzón                                            | 4 episodios          |
| 1983                 | Mascarada                 | Wolfen                                                   | Un episodio          |
| 1968                 | Film Review               | Andrew Quint                                             | Un episodio          |
| 1967                 | Omnibus                   | Dante Gabriel Rossetti                                   | Un episodio          |
| 1966                 | Court Martial             |                                                          | Un episodio          |
| 1965                 | R3                        | Dr. Richard Franklin                                     | 13 episodios         |
| 1965                 | Monitor                   | Narrador / Claude Debussy                                | 2 episodios          |
| 1965                 | It's Dark Outside         | Sebastian                                                | Un episodio          |
| 1959-1964            | The Third Man             | Pepi / Theodore                                          | 2 episodios          |
| 1963-1964            | El Santo                  | Arístides Koralis / Joe Catelli                          | 2 episodios          |
| 1962                 | ITV Play of the Week      | Dan / David                                              | 2 episodios          |
| 1959                 | Los cuatro hombres justos | Estudiante                                               | Un episodio          |
| 1959                 | Las pícaras doncellas     | Pasajero del tren                                        |                      |
| 1959                 | El hombre invisible       | Hombre en la mesa de la ruleta / Cliente de la cafetería | Dos episodios        |
| 1959                 | The Golden Spur           | Richard de Gloucester                                    | 6 episodios          |